# Lista de condados da Virgínia
O estado da Virgínia é dividido em 95 condados e 39 cidades independentes, que também são consideradas divisões-equivalente para fins estatísticos. Note que no mapa a seguir, Clifton Forge é incluída pelo censo de 2000 como uma cidade independente. Contudo, em 2001, Clifton Forge abdicou de sua posição como cidade independente e reincorporou-se como uma vila no Condado de Alleghany. Na Virgínia, toda municipalidade incorporada como vila é incluída dentro de um condado. 

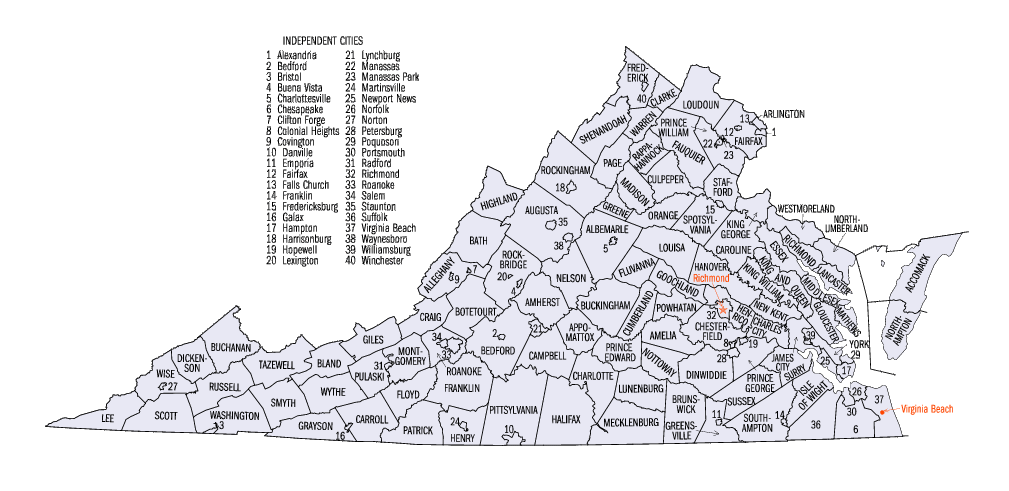
Mapa dos condados e cidades independentes da Virgínia.

## Lista de condados
| - Accomack - Albemarle - Alleghany - Amelia - Amherst - Appomattox - Arlington - Augusta - Bath - Bedford - Bland - Botetourt | - Brunswick - Buchanan - Buckingham - Campbell - Caroline - Carroll - Charles City - Charlotte - Chesterfield - Clarke - Craig - Culpeper | - Cumberland - Dickenson - Dinwiddie - Essex - Fairfax - Fauquier - Floyd - Fluvanna - Franklin - Frederick - Giles - Gloucester | - Goochland - Grayson - Greene - Greensville - Halifax - Hanover - Henrico - Henry - Highland - Isle of Wight - James City - King George | - King William - King and Queen - Lancaster - Lee - Loudon - Louisa - Lunenburg - Madison - Mathews - Mecklenburg - ]Middlesex - Montgomery | - Nelson - New Kent - Northampton - Northumberland - Nottoway - Orange - Page - Patrick - Pittsylvania - Powhatan - Prince Edward - Prince George | - Prince William - Pulaski - Rappahannock - Richmond - Roanoke - Rockbridge - Rockingham - Russell - Scott - Shenandoah - Smyth - Southampton | - Spotsylvania - Stafford - Surry - Sussex - Tazewell - Warren - Washington - Westmoreland - Wise - Wythe - York |

## Lista de cidades independentes
| - Alexandria - Bedford - Bristol - Buena Vista - Charlottesville | - Chesapeake - Colonial Heights - Covington - Danville - Emporia | - Fairfax - Falls Church - Franklin - Fredericksburg - Galax | - Hampton - Harrisonburg - Hopewell - Lexington - Lynchburg | - Manassas - Manassas Park - Martinsville - Newport News - Norfolk | - Norton - Petersburg - Poquoson - Portsmouth - Radford | - Richmond - Roanoke - Salem - Staunton - Suffolk | - Virginia Beach - Waynesboro - Williamsburg - Winchester |